# Frédéric Veseli
Frédéric Shtjefan Veseli (Renens, 20 november 1992) is een Albanees voetballer die doorgaans speelt als rechtsback. In januari 2025 verruilde hij KF Egnatia voor FC Südtirol. Veseli maakte in 2015 zijn debuut in het Albanees voetbalelftal, waarmee hij deelnam aan het EK 2016.

## Clubcarrière
Veseli speelde vanaf 2003 in de jeugd van FC Renens. Twee jaar later maakte hij de overstap naar Lausanne-Sport, waar hij drie jaar zou verblijven, voor hij opgenomen werd in de jeugdopleiding van Manchester City. Bij City zou het nooit tot een doorbraak komen en in januari 2012 stapte de verdediger transfervrij over naar de stadsgenoten van Manchester United. Veseli had het gevoel bij United meer aan speeltijd toe te kunnen komen. Na zeventien maanden werd zijn contract niet verlengd en zo liep de vleugelverdediger transfervrij de deur uit. Binnen een maand vond Veseli een nieuwe club. Ipswich Town, dat getraind werd door Mick McCarthy, gaf hem een tweejarige verbintenis. In zijn eerste halve jaar bij Ipswich speelde hij alleen een duel in de League Cup en op 31 december 2013 werd hij voor één maand verhuurd aan Bury. Uiteindelijk zou Veseli een half jaar bij Bury spelen en in achttien wedstrijden in de League Two zijn opwachting maken.
Veseli keerde in de zomer van 2014 terug bij Ipswich, waarop hij weer verhuurd werd. Dit keer ging hij een niveau hoger spelen, in de League One, bij Port Vale. Het contract van de Zwitserse Albanees bij Ipswich werd in de winterstop ontbonden, waarna hij definitief bij Port Vale tekende en hij zou tot de zomer van 2015 blijven. Na zevenendertig competitieduels dat seizoen koos hij niet voor een nieuw contract bij Port Vale, maar hij keerde terug naar Zwitserland, waar hij voor één seizoen bij FC Lugano tekende. In zijn eerste seizoen bij Lugano speelde Veseli drieëndertig van de zesendertig wedstrijden mee en uiteindelijk ontliep de club degradatie uit de Super League door één punt boven FC Zürich te eindigen. Na het seizoen verliet Veseli de club weer, nadat zijn verbintenis was verlopen.
Een maand later tekende de Albanees een contract voor de duur van twee seizoenen bij Empoli. In zijn eerste seizoen kwam hij tot zeventien optredens in de Serie A. Empoli degradeerde dat seizoen naar de Serie B, maar Veseli verlengde wel zijn contract met drie seizoenen tot medio 2021. In januari 2020 werd Veseli voor een half seizoen gehuurd door Le Mans. Na afloop van deze verhuurperiode vertrok Veseli naar Salernitana. Hier speelde hij drieëntwintig competitiewedstrijden, maar na de promotie naar de Serie A waren dit er nog maar negen. Daarop vertrok hij medio 2022 naar Benevento. Een jaar later liep zijn contract af en hierop verkaste Veseli naar Fatih Karagümrük. Een jaar later ging hij voor het eerst in Albanië spelen, bij KF Egnatia. Veseli keerde in januari 2025 bij FC Südtirol terug in Italië.

## Clubstatistieken
| Seizoen | Club             | Competitie          | Competitie | Competitie | Beker | Beker | Internationaal | Internationaal | Totaal | Totaal |
| Seizoen | Club             | Competitie          | Wed.       | Dlp.       | Wed.  | Dlp.  | Wed.           | Dlp.           | Wed.   | Dlp.   |
| ------- | ---------------- | ------------------- | ---------- | ---------- | ----- | ----- | -------------- | -------------- | ------ | ------ |
| 2013/14 | Ipswich Town     | Championship        | 0          | 0          | 1     | 0     | —              | —              | 1      | 0      |
| 2013/14 | → Bury           | League Two          | 18         | 0          | 0     | 0     | —              | —              | 18     | 0      |
| 2014/15 | → Port Vale      | League One          | 37         | 1          | 1     | 0     | —              | —              | 38     | 1      |
| 2015/16 | FC Lugano        | Super League        | 33         | 0          | 5     | 0     | —              | —              | 38     | 0      |
| 2016/17 | Empoli           | Serie A             | 17         | 0          | 0     | 0     | —              | —              | 17     | 0      |
| 2017/18 | Empoli           | Serie B             | 30         | 0          | 1     | 0     | —              | —              | 31     | 0      |
| 2018/19 | Empoli           | Serie A             | 31         | 0          | 0     | 0     | —              | —              | 31     | 0      |
| 2019/20 | Empoli           | Serie B             | 18         | 0          | 3     | 0     | —              | —              | 21     | 0      |
| 2019/20 | → Le Mans        | Ligue 2             | 5          | 0          | 0     | 0     | —              | —              | 5      | 0      |
| 2020/21 | Salernitana      | Serie B             | 23         | 1          | 0     | 0     | —              | —              | 23     | 1      |
| 2021/22 | Salernitana      | Serie A             | 9          | 0          | 0     | 0     | —              | —              | 9      | 0      |
| 2022/23 | Benevento        | Serie B             | 21         | 0          | 0     | 0     | —              | —              | 21     | 0      |
| 2023/24 | Fatih Karagümrük | Süper Lig           | 22         | 0          | 4     | 0     | —              | —              | 26     | 0      |
| 2024/25 | KF Egnatia       | Kategoria Superiore | 8          | 0          | 0     | 0     | —              | —              | 8      | 0      |
| 2024/25 | FC Südtirol      | Serie B             | 0          | 0          | 0     | 0     | —              | —              | 0      | 0      |
| Totaal  | Totaal           | Totaal              | 272        | 2          | 15    | 0     | 0              | 0              | 287    | 2      |

Bijgewerkt op 7 januari 2025.

## Interlandcarrière
Veseli maakte zijn debuut in het Albanees voetbalelftal op 13 november 2015, toen met 2–2 gelijkgespeeld werd tegen Kosovo. Hij moest van bondscoach Gianni De Biasi op de reservebank beginnen. In de drieënzestigste minuut kwam hij als invaller voor Berat Djimsiti het veld in. De andere debutant dit duel was Rey Manaj (Internazionale). Met Albanië nam Veseli in juni 2016 deel aan het Europees kampioenschap voetbal 2016. Albanië werd in de groepsfase uitgeschakeld, nadat het in Groep A op de derde plek eindigde achter Frankrijk en Zwitserland. Veseli kwam op het EK alleen in actie tegen de Fransen, van wie met 2–0 verloren werd door twee late doelpunten van Antoine Griezmann en Dimitri Payet. De vleugelverdediger mocht vijf minuten voor het einde van de wedstrijd invallen op de plaats van Arlind Ajeti.
| Interlands van Frédéric Veseli voor Albanië | Interlands van Frédéric Veseli voor Albanië | Interlands van Frédéric Veseli voor Albanië | Interlands van Frédéric Veseli voor Albanië | Interlands van Frédéric Veseli voor Albanië | Interlands van Frédéric Veseli voor Albanië | Interlands van Frédéric Veseli voor Albanië |
| №                                           | Datum                                       | Wedstrijd                                   | Uitslag                                     | Competitie                                  | Goals                                       |                                             |
| Als speler bij FC Lugano                    | Als speler bij FC Lugano                    | Als speler bij FC Lugano                    | Als speler bij FC Lugano                    | Als speler bij FC Lugano                    | Als speler bij FC Lugano                    | Als speler bij FC Lugano                    |
| ------------------------------------------- | ------------------------------------------- | ------------------------------------------- | ------------------------------------------- | ------------------------------------------- | ------------------------------------------- | ------------------------------------------- |
| 1                                           | 13 november 2015                            | Kosovo – Albanië                            | 2 – 2                                       | Vriendschappelijk                           |                                             |                                             |
| 2                                           | 16 november 2015                            | Albanië – Georgië                           | 2 – 2                                       | Vriendschappelijk                           |                                             |                                             |
| 3                                           | 29 maart 2016                               | Luxemburg – Albanië                         | 0 – 2                                       | Vriendschappelijk                           |                                             |                                             |
| 4                                           | 15 juni 2016                                | Frankrijk – Albanië                         | 2 – 0                                       | EK 2016                                     |                                             |                                             |
| Als speler bij Empoli                       |                                             |                                             |                                             |                                             |                                             |                                             |
| 5                                           | 31 augustus 2016                            | Albanië – Marokko                           | 0 – 0                                       | Vriendschappelijk                           |                                             |                                             |
| 6                                           | 24 maart 2017                               | Italië – Albanië                            | 2 – 0                                       | WK 2018 kwalificatie                        |                                             |                                             |
| 7                                           | 28 maart 2017                               | Albanië – Bosnië en Herzegovina             | 1 – 2                                       | Vriendschappelijk                           |                                             |                                             |
| 8                                           | 11 juni 2017                                | Israël – Albanië                            | 0 – 3                                       | WK 2018 kwalificatie                        |                                             |                                             |
| 9                                           | 6 oktober 2017                              | Spanje – Albanië                            | 3 – 0                                       | WK 2018 kwalificatie                        |                                             |                                             |
| 10                                          | 9 oktober 2017                              | Albanië – Italië                            | 0 – 1                                       | WK 2018 kwalificatie                        |                                             |                                             |
| 11                                          | 13 november 2017                            | Turkije – Albanië                           | 2 – 3                                       | Vriendschappelijk                           |                                             |                                             |
| 12                                          | 29 mei 2018                                 | Albanië – Kosovo                            | 0 – 3                                       | Vriendschappelijk                           |                                             |                                             |
| 13                                          | 3 juni 2018                                 | Albanië – Oekraïne                          | 1 – 4                                       | Vriendschappelijk                           |                                             |                                             |
| 14                                          | 7 september 2018                            | Albanië – Israël                            | 1 – 0                                       | Nations League 2018/19                      |                                             |                                             |
| 15                                          | 10 september 2018                           | Schotland – Albanië                         | 2 – 0                                       | Nations League 2018/19                      |                                             |                                             |
| 16                                          | 10 oktober 2018                             | Albanië – Jordanië                          | 0 – 0                                       | Vriendschappelijk                           |                                             |                                             |
| 17                                          | 17 november 2018                            | Albanië – Schotland                         | 0 – 4                                       | Nations League 2018/19                      |                                             |                                             |
| 18                                          | 20 november 2018                            | Albanië – Wales                             | 1 – 0                                       | Vriendschappelijk                           |                                             |                                             |
| 19                                          | 22 maart 2019                               | Albanië – Turkije                           | 0 – 2                                       | EK 2020 kwalificatie                        |                                             |                                             |
| 20                                          | 8 juni 2019                                 | IJsland – Albanië                           | 1 – 0                                       | EK 2020 kwalificatie                        |                                             |                                             |
| 21                                          | 22 maart 2019                               | Albanië – Moldavië                          | 2 – 0                                       | EK 2020 kwalificatie                        |                                             |                                             |
| 22                                          | 22 maart 2019                               | Albanië – IJsland                           | 4 – 2                                       | EK 2020 kwalificatie                        |                                             |                                             |
| 23                                          | 22 maart 2019                               | Turkije – Albanië                           | 1 – 0                                       | EK 2020 kwalificatie                        |                                             |                                             |
| 24                                          | 22 maart 2019                               | Moldavië – Albanië                          | 0 – 4                                       | EK 2020 kwalificatie                        |                                             |                                             |
| 25                                          | 22 maart 2019                               | Albanië – Andorra                           | 2 – 2                                       | EK 2020 kwalificatie                        |                                             |                                             |
| 26                                          | 22 maart 2019                               | Albanië – Frankrijk                         | 0 – 2                                       | EK 2020 kwalificatie                        |                                             |                                             |
| Als speler bij Salernitana                  |                                             |                                             |                                             |                                             |                                             |                                             |
| 27                                          | 4 september 2020                            | Wit-Rusland – Albanië                       | 0 – 2                                       | Nations League 2020/21                      |                                             |                                             |
| 28                                          | 11 oktober 2020                             | Kazachstan – Albanië                        | 0 – 0                                       | Nations League 2020/21                      |                                             |                                             |
| 29                                          | 14 oktober 2020                             | Litouwen – Albanië                          | 0 – 0                                       | Nations League 2020/21                      |                                             |                                             |
| 30                                          | 11 november 2020                            | Albanië – Kosovo                            | 2 – 1                                       | Vriendschappelijk                           |                                             |                                             |
| 31                                          | 15 november 2020                            | Albanië – Kazachstan                        | 3 – 1                                       | Nations League 2020/21                      |                                             |                                             |
| 32                                          | 18 november 2020                            | Albanië – Wit-Rusland                       | 3 – 2                                       | Nations League 2020/21                      |                                             |                                             |
| 33                                          | 28 maart 2021                               | Albanië – Engeland                          | 0 – 2                                       | WK 2022 kwalificatie                        |                                             |                                             |
| 34                                          | 31 maart 2021                               | San Marino – Albanië                        | 0 – 2                                       | WK 2022 kwalificatie                        |                                             |                                             |
| 35                                          | 5 juni 2021                                 | Wales – Albanië                             | 0 – 0                                       | Vriendschappelijk                           |                                             |                                             |
| 36                                          | 8 juni 2021                                 | Tsjechië – Albanië                          | 3 – 1                                       | Vriendschappelijk                           |                                             |                                             |
| 37                                          | 9 oktober 2021                              | Hongarije – Albanië                         | 0 – 1                                       | WK 2022 kwalificatie                        |                                             |                                             |
| 38                                          | 12 oktober 2021                             | Albanië – Polen                             | 0 – 1                                       | WK 2022 kwalificatie                        |                                             |                                             |
| 39                                          | 12 november 2021                            | Engeland – Albanië                          | 5 – 0                                       | WK 2022 kwalificatie                        |                                             |                                             |
| 40                                          | 6 juni 2022                                 | IJsland – Albanië                           | 1 – 1                                       | Nations League 2022/23                      |                                             |                                             |
| 41                                          | 10 juni 2022                                | Albanië – Israël                            | 1 – 2                                       | Nations League 2022/23                      |                                             |                                             |
| 42                                          | 13 juni 2022                                | Albanië – Estland                           | 0 – 0                                       | Vriendschappelijk                           |                                             |                                             |
| Als speler bij Benevento                    |                                             |                                             |                                             |                                             |                                             |                                             |
| 43                                          | 24 september 2022                           | Israël – Albanië                            | 2 – 1                                       | EK 2024 kwalificatie                        |                                             |                                             |
| 44                                          | 27 september 2022                           | Albanië – IJsland                           | 1 – 1                                       | EK 2024 kwalificatie                        |                                             |                                             |
| Als speler bij Fatih Karagümrük             |                                             |                                             |                                             |                                             |                                             |                                             |
| 45                                          | 17 oktober 2023                             | Albanië – Bulgarije                         | 2 – 0                                       | Vriendschappelijk                           |                                             |                                             |

Bijgewerkt op 7 januari 2025.

## Erelijst
| Serie B | 1 | 2017/18 |